# Purperkeelvruchtenkraai
De purperkeelvruchtenkraai (Querula purpurata) is een zangvogel uit de familie van de cotinga's (Cotingidae).

## Verspreiding en leefgebied
Deze vogel komt voor van zuidelijk Nicaragua tot het Amazonegebied.

## Status
De grootte van de populatie is in 2019 geschat op 5-50 miljoen volwassen vogels. Op de Rode lijst van de IUCN heeft deze soort de status niet bedreigd.